# Mesoceros mesophoros
Mesoceros mesophoros là một loài rêu trong họ Anthocerotaceae. Loài này được Piippo mô tả khoa học đầu tiên năm 1993.